# Shushtar
Shushtar (tiếng Ba Tư: شوشتر, cũng được La Mã hóa là Shūshtar và Shūstar, và Shooshtar) là một thành phố và là thủ phủ của Shushtar, thuộc tỉnh Khuzestan, Iran. Tại cuộc tổng điều tra năm 2016, dân số của thành phố là 192.028 người.
Nó là một thành phố pháo đài cổ đại cách Ahvaz, thủ phủ của tỉnh Khuzestan 92 km (57 dặm). Phần lớn, sự phát triển nông nghiệp nơi đây nhờ vào hệ thống thủy lợi Band-e Kaisar, một cây cầu và đập đầu tiên ở Iran.

## Lịch sử
Dưới thời nền văn minh cổ Elam, thành phố được biết đến như là Adamdun. Đến giai đoạn Đế chế Ba Tư thứ nhất, nó được gọi là Šurkutir, và đến hiện tại, cái tên Shushtar có liên quan đến một thành phố cổ khác, đó là Susa (hoặc Shush, trong phát âm tiếng Ba Tư), và cái tên Shushtar có nghĩa là "lớn hơn (hoặc tốt hơn) Shush". Dưới thời Sassanid, nó là thành phố đảo trên sông Karun và được chọn như là một kinh đồ mùa hè. Con sông được định hướng để tạo thành hào nước bao quanh thành phố trong khi các cây cầu và cổng chính được xây dựng ở phía đông, tây và nam. Một số con sông khác gần đó được mở rộng để phát triển nông nghiệp. Mía là cây trồng chính ở đây được trồng từ năm 226. Một hệ thống kênh ngầm được gọi là Ghanat được sử dụng như là cầu nối từ con sông tới các hồ chứa tư nhân trong các ngôi nhà, tòa nhà và cung cấp nước tưới tiêu cũng như dự trữ nước trong thời kỳ chiến tranh khi các cổng chính không được mở. Dấu vết của các Ghanat vẫn có thể được thấy trong các hầm mộ và một số tòa nhà. Bức tường cổ của thành phố đã bị phá hủy vào cuối thời kỳ Triều đại Safavid.
Năm 1973, Nhà Pahlavi khởi xướng nỗ lực nhằm khôi phục nền kinh tế của Shushtar vốn đã bị trì trệ kể từ khi nguồn nước của con sông sụt giảm từ thế kỷ 19. Đó là việc tiếp tục phát triển nông nghiệp trong tỉnh, cùng với đó là xây dựng đô thị vệ tinh bên kia con sông của thành phố cổ. Mục đích là để cung cấp nhà ở cho nhân lực phát triển công nghiệp địa phương, đặc biệt là ngành mía đường.

## Con người và ngôn ngữ
người Shushtar được gọi là Shushtaris vẫn duy trì văn hóa độc đáo kéo dài từ thời cổ đại và một phương ngữ Ba Tư khác biệt với tiếng Ba Tư tại các nơi khác. Nó được gọi là Phương ngữ Shoushtari.

## Khí hậu
Shushtar có khí hậu nóng bán khô hạn với mùa hè cực nóng và mùa đông ôn hòa. So với các khu vực khác ở phía nam Iran thì tại đây có lượng mưa cao hơn nhưng chỉ giới hạn trong khoảng từ tháng 4 đến 11 hàng năm, dù có tháng lượng mưa có thể đạt 250 mm (9,8 in) mỗi tháng (600 mm mỗi năm).
| Dữ liệu khí hậu của Shushtar      | Dữ liệu khí hậu của Shushtar | Dữ liệu khí hậu của Shushtar | Dữ liệu khí hậu của Shushtar | Dữ liệu khí hậu của Shushtar | Dữ liệu khí hậu của Shushtar | Dữ liệu khí hậu của Shushtar | Dữ liệu khí hậu của Shushtar | Dữ liệu khí hậu của Shushtar | Dữ liệu khí hậu của Shushtar | Dữ liệu khí hậu của Shushtar | Dữ liệu khí hậu của Shushtar | Dữ liệu khí hậu của Shushtar | Dữ liệu khí hậu của Shushtar |
| Tháng                             | 1                            | 2                            | 3                            | 4                            | 5                            | 6                            | 7                            | 8                            | 9                            | 10                           | 11                           | 12                           | Năm                          |
| --------------------------------- | ---------------------------- | ---------------------------- | ---------------------------- | ---------------------------- | ---------------------------- | ---------------------------- | ---------------------------- | ---------------------------- | ---------------------------- | ---------------------------- | ---------------------------- | ---------------------------- | ---------------------------- |
| Cao kỉ lục °C (°F)                | 28.0 (82.4)                  | 29.0 (84.2)                  | 36.0 (96.8)                  | 40.5 (104.9)                 | 46.5 (115.7)                 | 50.0 (122.0)                 | 53.6 (128.5)                 | 52.0 (125.6)                 | 48.0 (118.4)                 | 43.0 (109.4)                 | 35.0 (95.0)                  | 29.0 (84.2)                  | 53.6 (128.5)                 |
| Trung bình ngày tối đa °C (°F)    | 17.2 (63.0)                  | 19.6 (67.3)                  | 24.1 (75.4)                  | 30.0 (86.0)                  | 37.5 (99.5)                  | 43.7 (110.7)                 | 46.0 (114.8)                 | 44.9 (112.8)                 | 41.7 (107.1)                 | 34.8 (94.6)                  | 26.2 (79.2)                  | 19.3 (66.7)                  | 32.1 (89.8)                  |
| Trung bình ngày °C (°F)           | 10.8 (51.4)                  | 13.2 (55.8)                  | 17.3 (63.1)                  | 22.8 (73.0)                  | 29.9 (85.8)                  | 35.1 (95.2)                  | 37.0 (98.6)                  | 35.8 (96.4)                  | 32.0 (89.6)                  | 25.6 (78.1)                  | 17.9 (64.2)                  | 12.5 (54.5)                  | 24.2 (75.5)                  |
| Tối thiểu trung bình ngày °C (°F) | 5.3 (41.5)                   | 6.8 (44.2)                   | 10.0 (50.0)                  | 14.7 (58.5)                  | 20.5 (68.9)                  | 23.8 (74.8)                  | 26.2 (79.2)                  | 25.5 (77.9)                  | 21.1 (70.0)                  | 16.2 (61.2)                  | 10.8 (51.4)                  | 6.8 (44.2)                   | 15.6 (60.2)                  |
| Thấp kỉ lục °C (°F)               | −9 (16)                      | −4.0 (24.8)                  | −2 (28)                      | 3.0 (37.4)                   | 10.0 (50.0)                  | 16.0 (60.8)                  | 19.0 (66.2)                  | 16.5 (61.7)                  | 10.0 (50.0)                  | 6.0 (42.8)                   | 1.0 (33.8)                   | −2 (28)                      | −9 (16)                      |
| Lượng mưa trung bình mm (inches)  | 100.6 (3.96)                 | 60.0 (2.36)                  | 50.2 (1.98)                  | 34.5 (1.36)                  | 9.2 (0.36)                   | 0.0 (0.0)                    | 0.2 (0.01)                   | 0.0 (0.0)                    | 0.0 (0.0)                    | 7.4 (0.29)                   | 39.1 (1.54)                  | 83.2 (3.28)                  | 384.4 (15.14)                |
| Số ngày mưa trung bình            | 9.9                          | 8.1                          | 8.1                          | 6.5                          | 3.0                          | 0.0                          | 0.1                          | 0.0                          | 0.0                          | 2.1                          | 6.2                          | 8.0                          | 52                           |
| Độ ẩm tương đối trung bình (%)    | 75                           | 68                           | 59                           | 49                           | 32                           | 22                           | 24                           | 28                           | 29                           | 40                           | 59                           | 73                           | 47                           |
| Số giờ nắng trung bình tháng      | 131.6                        | 158.4                        | 192.3                        | 217.7                        | 272.5                        | 325.6                        | 322.7                        | 317.0                        | 291.3                        | 234.8                        | 158.2                        | 121.9                        | 2.744                        |
| Nguồn: NOAA (1961-1990)           |                              |                              |                              |                              |                              |                              |                              |                              |                              |                              |                              |                              |                              |